# Neuroscelio storeyi
Neuroscelio storeyi (лат.) — вид наездников рода Neuroscelio из семейства Neuroscelionidae (ранее в Scelionidae, по другим классификациям). Австралия.

## Описание
Мелкие наездники, длина около 2 мм. От близких видов отличается следующими признаками: проподеум без медиального зубца; задний край мезоскутеллюма практически скрывает заднеспинка при виде сверху; два апикальных антенномера желто-белые, остальные коричневые. Второй тергит Т2 полностью гладкий, без продольных килей или рёбер. Глаза опушенные. Усики 12-члениковые. Брюшко короткое и широкое. Предположительно, как и близкие группы, паразитоиды яиц насекомых.